# Julius Benfey
Julius Benfey (* 10. Februar 1836 in Göttingen; † 23. März 1900 in Hannover) war ein deutscher Journalist, Wirtschaftsjurist und Bankdirektor.

## Leben

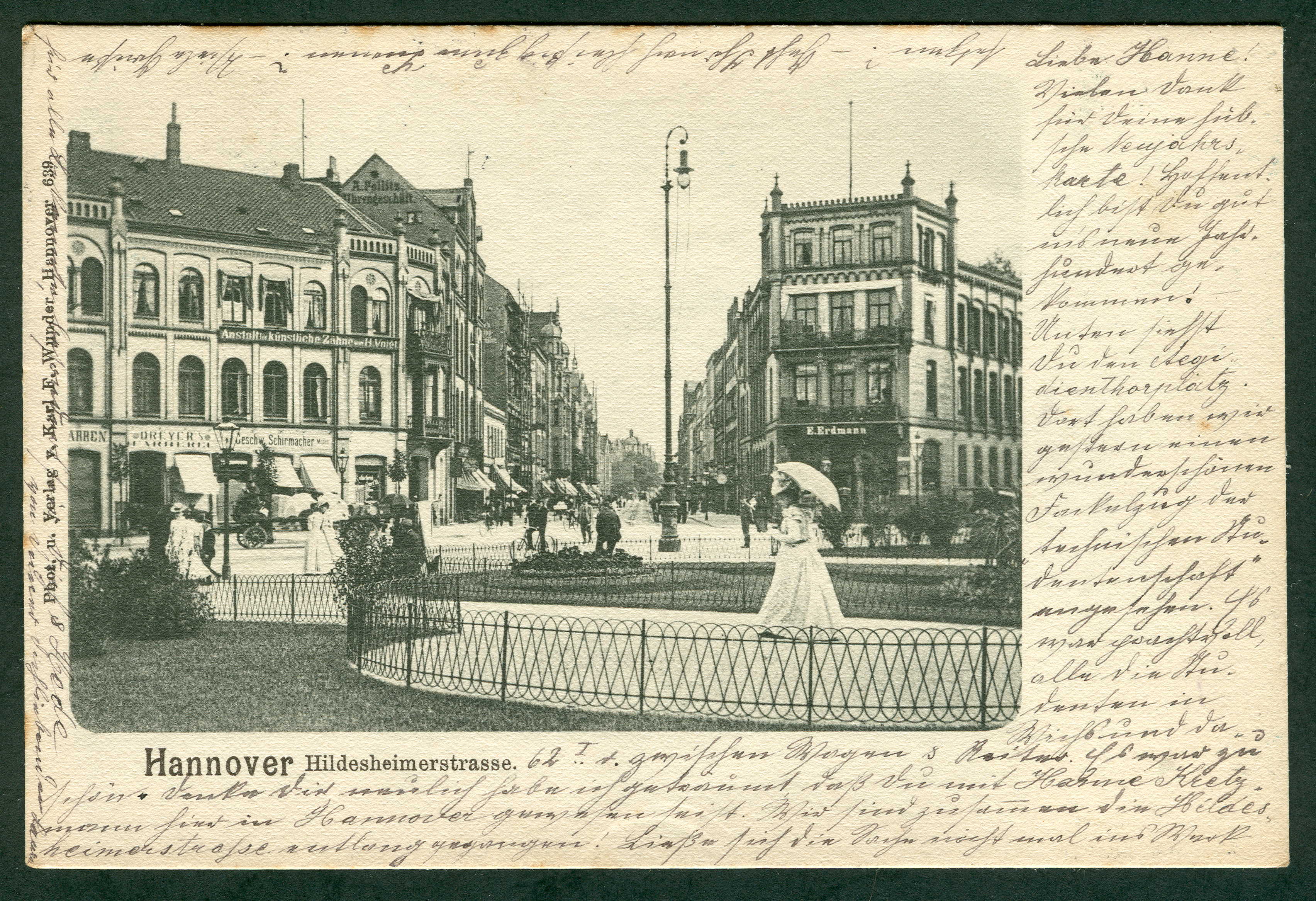
„Hildesheimerstraße 1“ (rechts) in Hannover;
Ansichtskarte Nr. 639 von Karl F. Wunder, um 1898

Julius Benfey war der Sohn des Göttinger Bankiers Philipp Benfey und wurde im Prinzenhaus in Göttingen geboren, in welchem die drei englischen Prinzen ab 10. Juli 1786, allesamt Söhne des britischen Königs und hannoverschen Kurfürsten Georg III., während ihres gemeinsamen Studiums in Göttingen residiert hatten.
Nach dem Schulbesuch in Seesen und Göttingen nahm er 1856 das Studium der Rechtswissenschaften an der Universität Heidelberg auf und wurde dort Renonce des Corps Suevia Heidelberg. Ostern 1857 wechselte er an die Universität Göttingen und wurde Mitglied des Corps Hannovera Göttingen. Da ihm wegen seines jüdischen Glaubens im Königreich Hannover der Weg in den Staatsdienst verwehrt war, wurde er nach dem Assessorexamen (1864) Rechtsanwalt und Notar in Hannover. Nebenberuflich betätigte er sich journalistisch und berichtete für die Zeitung für Norddeutschland aus den Sitzungen der
Zweiten Kammer der Ständeversammlung des Königreichs Hannover. 1872 trat er in den Vorstand der Braunschweig-Hannoverschen Hypothekenbank AG (die heutige Berlin Hyp) ein.
Politisch engagierte sich Benfey als Nationalliberaler. Als Anhänger der Nationalliberalen Partei gründete er 1873 den Nationalliberalen Verein für Hannover. 
Im Ehrenamt war Benfey für das Deutsche Rote Kreuz in Hannover und in der gesamten Provinz Hannover sowie im Vorstand des deutschen Flottenvereins der Provinz Hannover tätig. Daneben war er seit 1867 im Vorstand der jüdischen Gemeinde Hannovers aktiv und 26 Jahre deren Vorsteher. In zahlreichen nachgeordneten sozialen Einrichtungen der jüdischen Gemeinde Hannovers war Benfey führend tätig.
Benfey war verheiratet und hatte zwei Söhne und vier Töchter. Sein Sohn Philipp Benfey (1865–1928) wurde als Rechtsanwalt und Pflichtverteidiger von Fritz Haarmann bekannt. Die beiden Töchter Emma und Jenny, verheiratete Geber, kamen im Ghetto Theresienstadt ums Leben.
Laut dem Adreßbuch, Stadt- und Geschäftshandbuch der Königlichen Residenzstadt Hannover und der Stadt Linden für das Jahr 1891 war Benfey Eigentümer und Vermieter des Gebäudes Hildesheimer Straße 1, dass die Architekten Otto Bollweg in Zusammenarbeit mit Ernst Grelle als Wohn- und Geschäftshaus im Vorjahr errichtet hatten.

## Ehrungen
- Preußischer Kronenorden (4. Klasse)
- 1898 Ernennung zum Justizrat
- 1898 Rote Kreuz-Medaillen (2. und 3. Klasse)